# Linia kolejowa Opava východ – Hlučín
Linia kolejowa Opava východ – Hlučín – linia kolejowa w Czechach, biegnąca przez kraj morawsko-śląski, od Opawy do Hlučína.